# Sesta

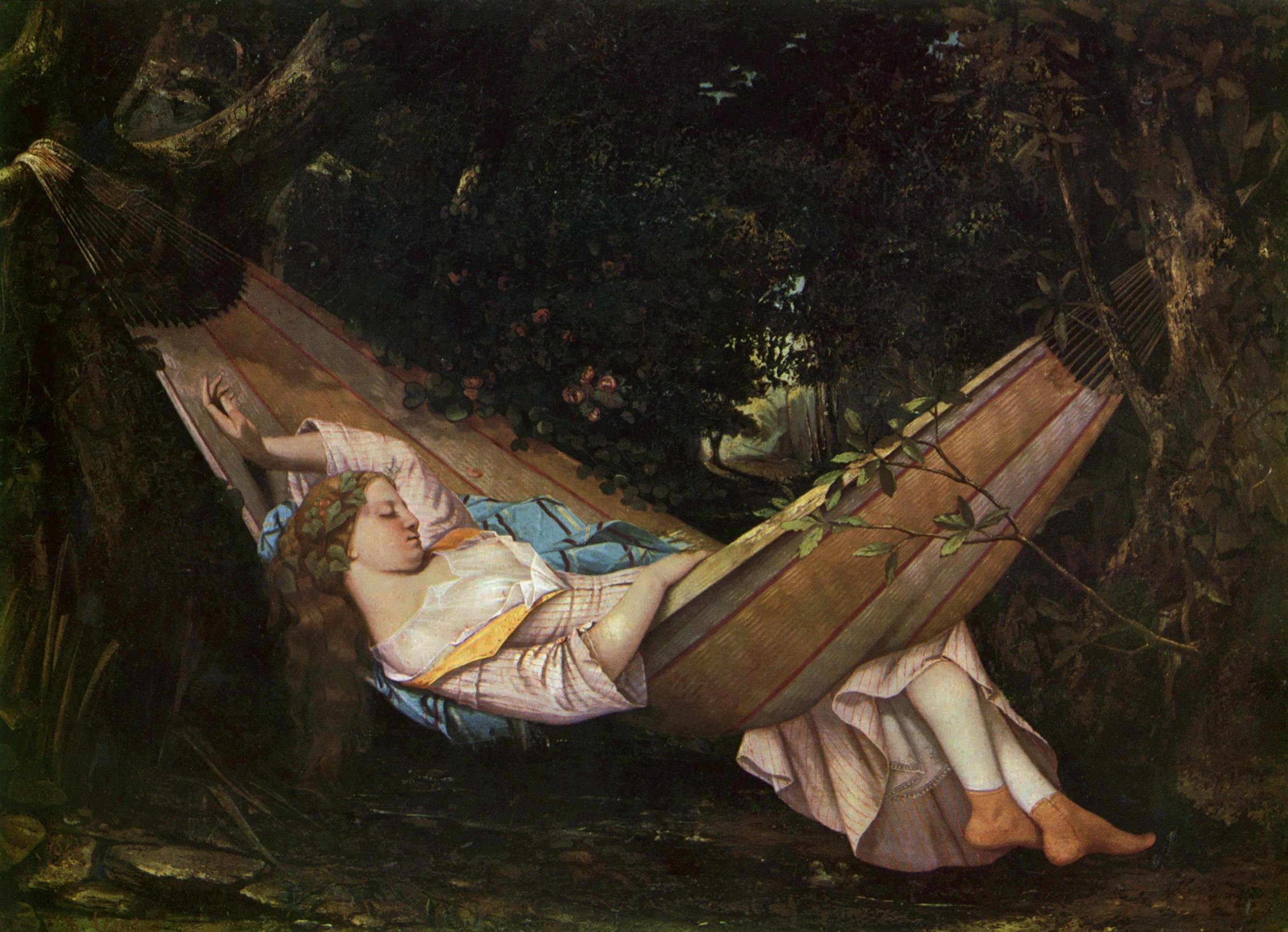
A imagem de uma jovem que faz uma sesta. (A rede, Gustave Courbet (1844)).

A sesta (dita /'sɛs.tɐ/, como em festa) é um breve período de descanso que se dá no início da tarde, geralmente depois do almoço. Esse período de sono é uma tradição em alguns países, particularmente naqueles onde o clima é quente. A "sesta" pode se referir ao próprio cochilo ou, de forma mais geral, a um período do dia, geralmente entre 14h e 17h. Esse período é usado para dormir, bem como para lazer, almoço ou outras atividades.
As sestas são historicamente comuns em todo o Mar Mediterrâneo e na Europa meridional, no Oriente Médio, no sul e sudeste da Ásia e na China continental. A palavra tem origem na expressão latina hora sexta, que no calendário romano correspondia à sexta hora a partir da manhã, ou seja, ao meio-dia.
Um estudo publicado em Setembro de 2002 sobre o efeito dos cochilos na produtividade demonstrou que 10 minutos de sono tendem a melhorar a produtividade de modo mais efetivo do que os cochilos mais longos.
Os fatores que explicam a distribuição geográfica da sesta moderna são as temperaturas elevadas e a ingestão excessiva de alimentos ao meio-dia. Combinados, esses dois fatores contribuem para a sensação de sonolência após o almoço . Em muitos países que praticam a sesta, o calor do verão pode ser insuportável no início da tarde, tornando uma pausa em casa ao meio-dia bem-vinda.

## Origens

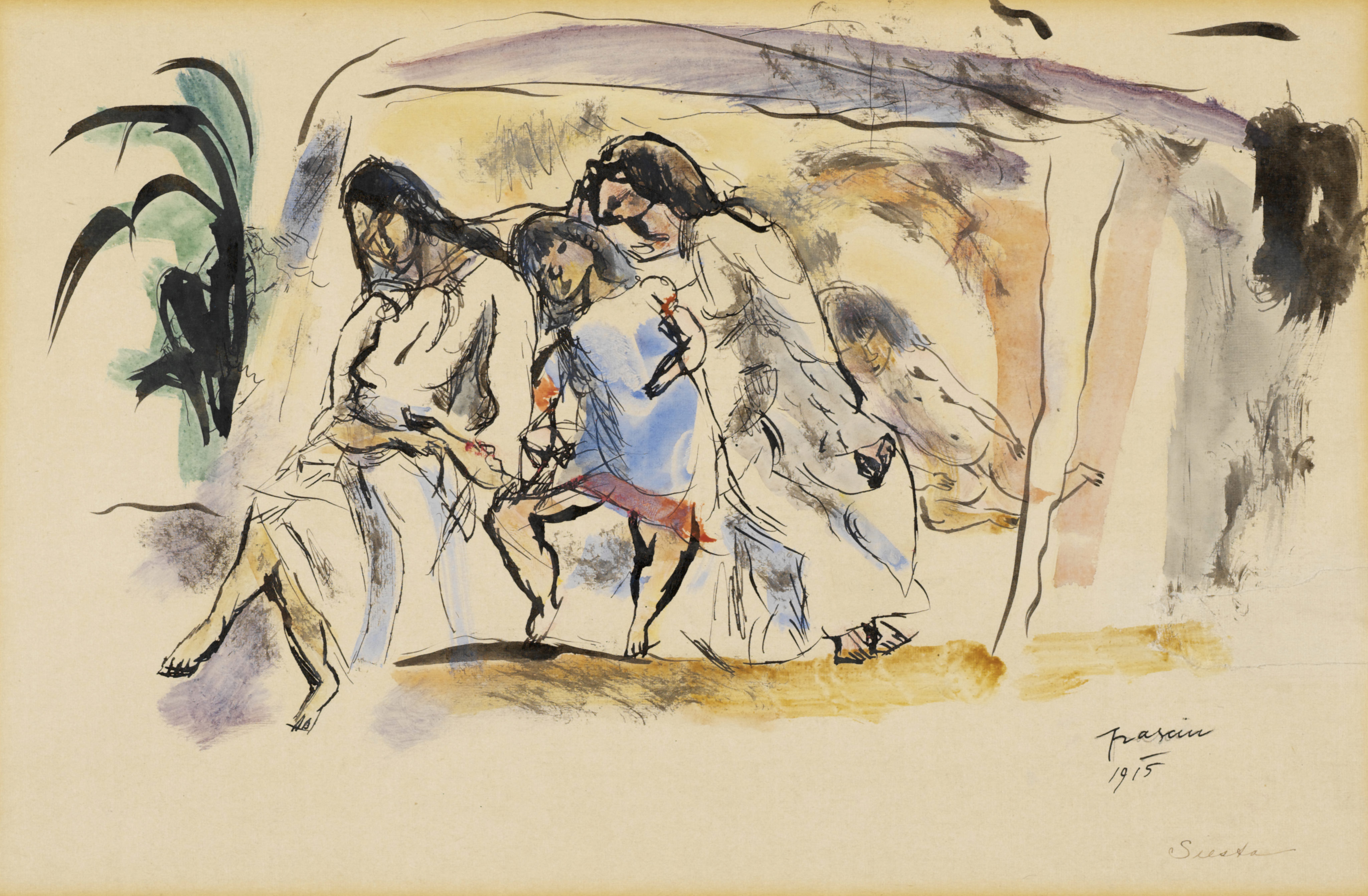
Jules Pascin - Siesta.

A sesta é o tradicional sono durante o dia na Espanha (sesta em galego; siesta em castelhano; migdiada em catalão), e por influência espanhola, em muitos países latino-americanos.
Fatores que explicam a distribuição geográfica são principalmente a alta temperatura e consumo de alimentos pesados na refeição do meio-dia. Estes dois fatores combinados contribuem para a sensação de sonolência pós-almoço.
Dormir à tarde também é difundido em China, Vietnã, Bangladesh, Índia, Itália, Grécia, Portugal, Croácia, Malta, Oriente Médio e Norte da África. Nesses países, o calor pode ser muito forte no início da tarde, tornando-se um almoço ideal. No entanto, em algumas regiões desses países, como o Norte de Espanha, sul da Argentina e do Chile, o clima é semelhante ao do Canadá e do norte da Europa. Em muitas áreas, com este hábito, é comum a principal refeição do dia, à tarde, muito breve, como é prática comum na agricultura e pecuária, dentre outras atividades predominantemente rurais.

## Curiosidades
- A sesta também é tema de estudos científicos e até debates sobre hábitos de sono e saúde pública.

- Em algumas regiões, o comércio e serviços fecham durante a tarde para permitir a sesta.

## Benefícios para a saúde
- Reduz a fadiga e o estresse.

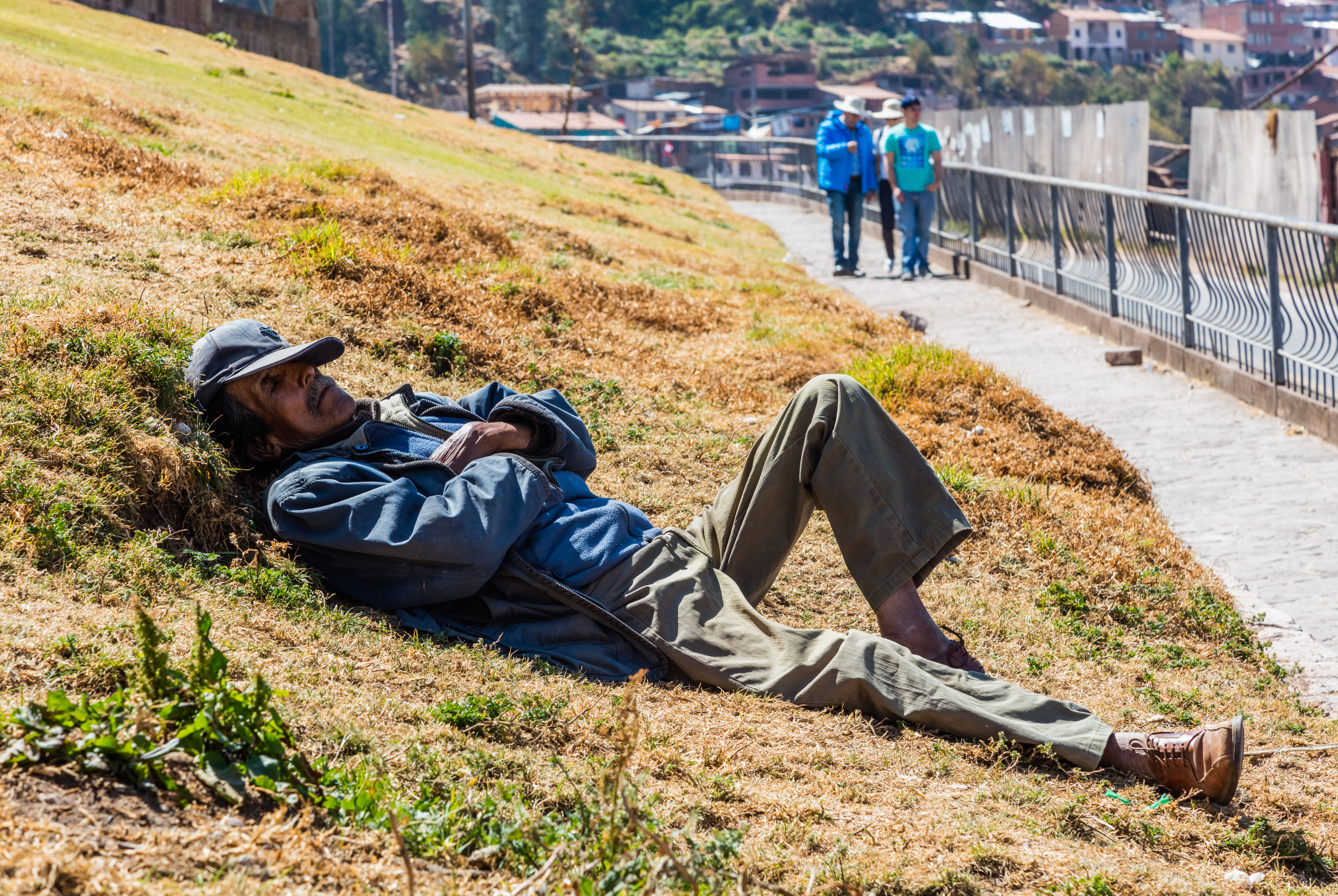
Homem fazendo sesta em Cusco,Peru.

- Melhora a memória, atenção e desempenho cognitivo.
- Pode diminuir o risco de doenças cardíacas em pessoas que fazem sesta regularmente.
- Melhora o humor e a produtividade.

## Necessidade biológica de cochilos

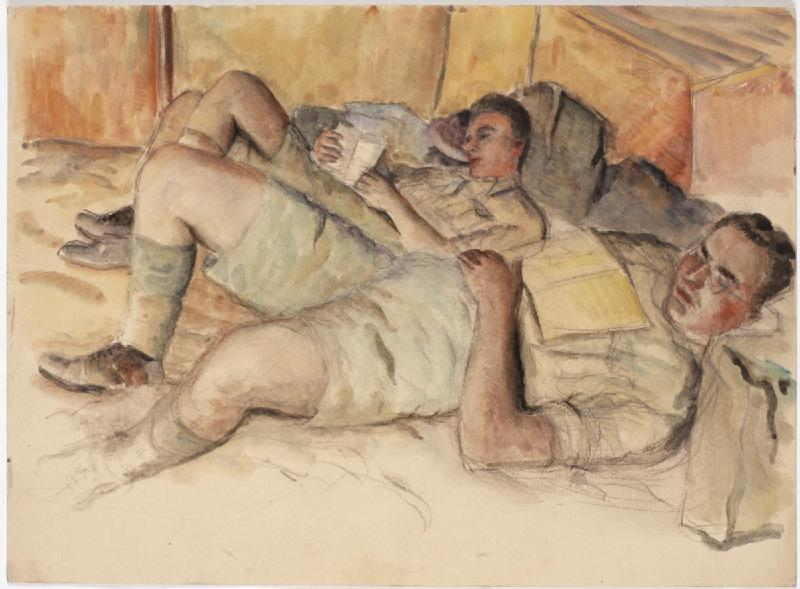
A imagem mostra dois soldados deitados lado a lado debaixo de uma tenda fazendo sesta.

O momento do sono em humanos depende de um equilíbrio entre a propensão homeostática ao sono, a necessidade de sono em função do tempo decorrido desde o último episódio de sono adequado e os ritmos circadianos que determinam o momento ideal para um episódio de sono corretamente estruturado e restaurador. A pressão homeostática para dormir começa a aumentar ao acordar. O sinal circadiano para a vigília começa a se formar no final da tarde. Como observa o professor de medicina do sono Charles Czeisler, "o sistema circadiano é configurado de uma forma excelente para anular o impulso homeostático para o sono".
Assim, em muitas pessoas, ocorre uma queda quando o desejo de dormir já está crescendo há horas e o desejo de ficar acordado ainda não começou. Este é, novamente citando Czeisler, "um ótimo momento para um cochilo". O desejo de ficar acordado se intensifica ao longo da noite, dificultando o sono de 2 a 3 horas antes do horário habitual de dormir, quando a zona de manutenção da vigília termina.

## Em diferentes países
Fazer uma longa pausa para o almoço, incluindo um cochilo, é comum em vários países mediterrâneos, tropicais e subtropicais. O  Washington Post de 13 de fevereiro de 2007 relata extensamente estudos realizados na Grécia que indicam que aqueles que cochilam têm menor risco de ataques cardíacos.

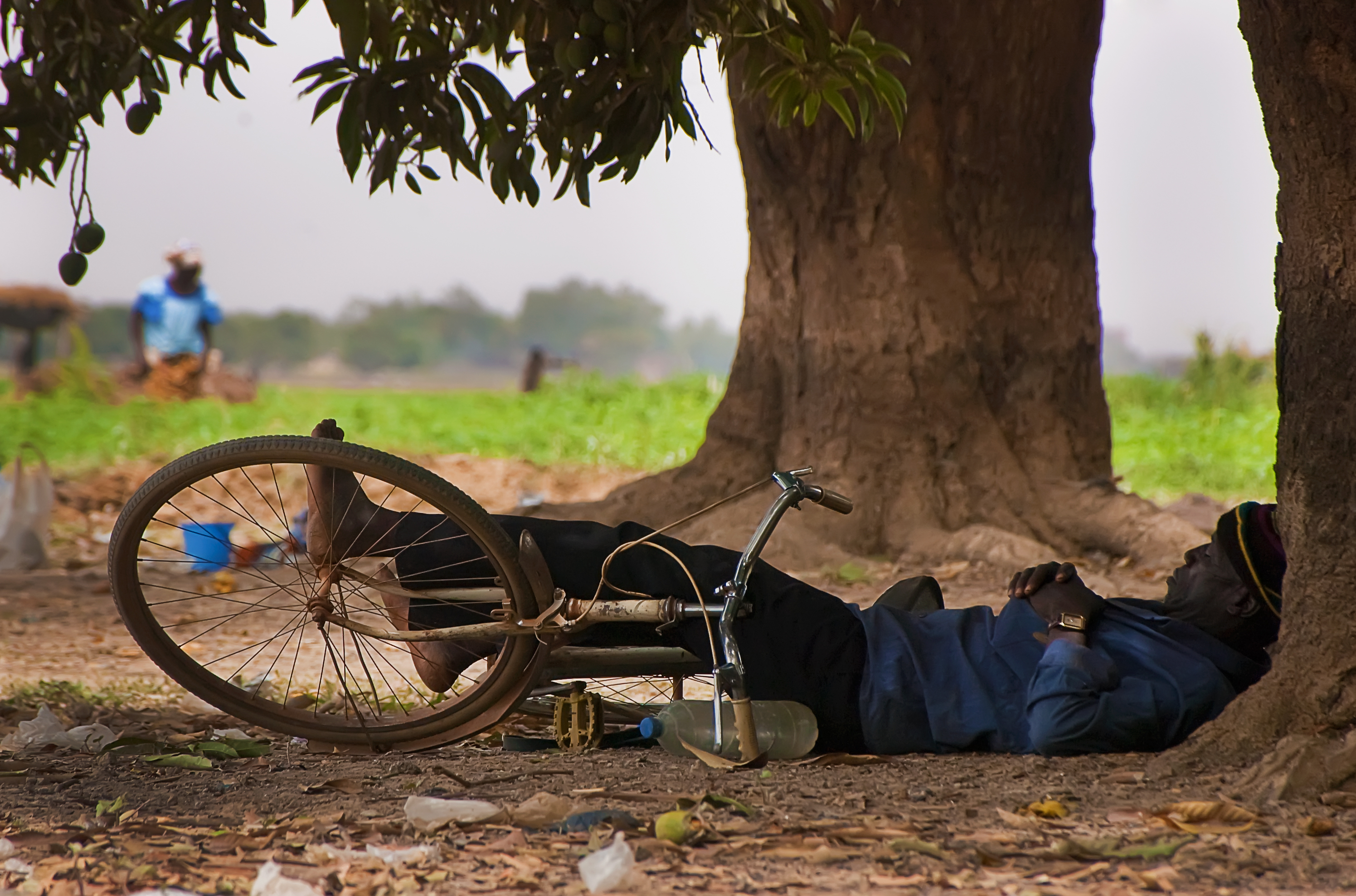
Homem fazendo sesta sob mangueiras na zona irrigada de Kolog'Naaba (Uagadugu,Burquina Fasso).

Nos Estados Unidos, no Reino Unido e em um número crescente de outros países, um sono curto tem sido chamado de " cochilo poderoso ", um termo cunhado pelo psicólogo social da Universidade Cornell, James Maas  e reconhecido por outros cientistas pesquisadores como Sara Mednick  bem como na imprensa popular.  A sesta também é praticada em algumas regiões ainda mais frias, como a Patagônia.  O cochilo poderoso é chamado de riposo no norte da Itália e pennichella ou pisolino no sul da Itália. 
Costumava ser costume na Rússia, com Adam Olearius afirmando que tal era "o costume do país, onde dormir é tão necessário depois do jantar quanto à noite". Uma fonte de hostilidade para com o Demétrio I da Rússia era que ele não "... se entregava à sesta." 
No Sul da Itália, a sesta é chamada de controra (de contro ("contador") + ora "hora") que é considerada um momento mágico do dia, em que o mundo volta à posse de fantasmas e espíritos. Na Dalmácia(litoral da Croácia), o cochilo tradicional da tarde é conhecido como pižolot (do veneziano pixolotto ). 

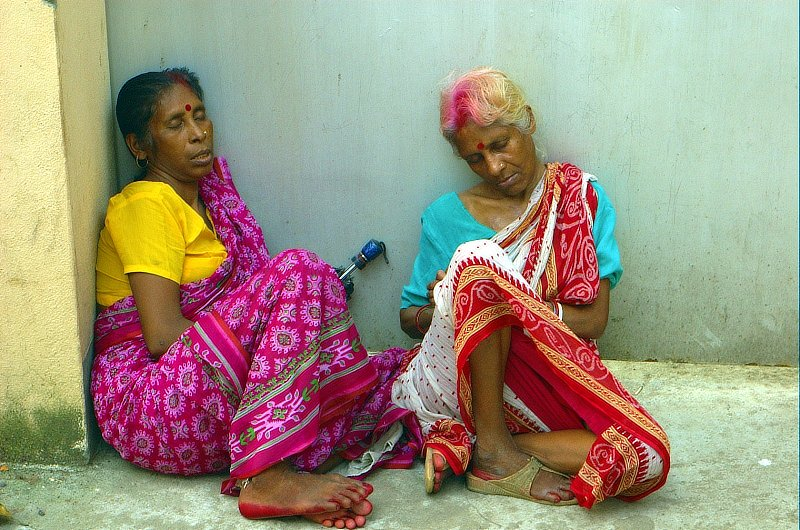
Duas mulheres tirando uma sesta da tarde junto a um muro em Belur Math, em Calcutá, Índia.

No Egito, assim como em outros países do Oriente Médio, os funcionários públicos costumam trabalhar seis horas por dia, seis dias por semana. Devido a esse horário, os funcionários não almoçam no trabalho, mas saem por volta das 14h e comem sua refeição principal, a mais pesada, no horário do almoço. Após o almoço pesado, eles tiram uma taaseela (cochilo) e tomam chá ao acordar. No jantar, costumam fazer uma refeição menor.
A Vida de Carlos Magno, de Einhard, descreve as sestas de verão do imperador: "No verão, após a refeição do meio-dia, ele comia alguma fruta e tomava outra bebida; então ele tirava os sapatos e se despia completamente, assim como fazia à noite, e descansava por duas ou três horas." 
Na China, tirar uma soneca após o almoço, conhecida como 午睡 (sono do meio-dia), é uma prática comum entre as pessoas. Pesquisas indicam que cerca de dois terços da população chinesa costumam tirar sonecas à tarde, com duração média de aproximadamente 30 minutos. 

## Benefícios mentais e sociais
Enquanto “sesta” significa tirar uma soneca, o período da sesta pode ser melhor descrito como um período de “desestresse”. Se os espanhóis dormem, muitos simplesmente adormecem no sofá em vez de vestir o pijama e ir para a cama. Este período de descanso permite que os espanhóis relaxem, permitindo-lhes retornar ao trabalho sentindo-se revigorados e evitar o [[esgotamento de trabalhar sem parar. Ao viver na Espanha, você descobrirá que o objetivo do período da sesta não está apenas relacionado à produtividade, mas sim a uma ferramenta mental projetada para aliviar as pressões da vida profissional agitada. Outro aluno observa que a sesta permite que os indivíduos pratiquem estar presentes, construindo assim relacionamentos mais profundos. O aluno também relata que, apesar de interromper o trabalho para a sesta, os espanhóis são muito trabalhadores.

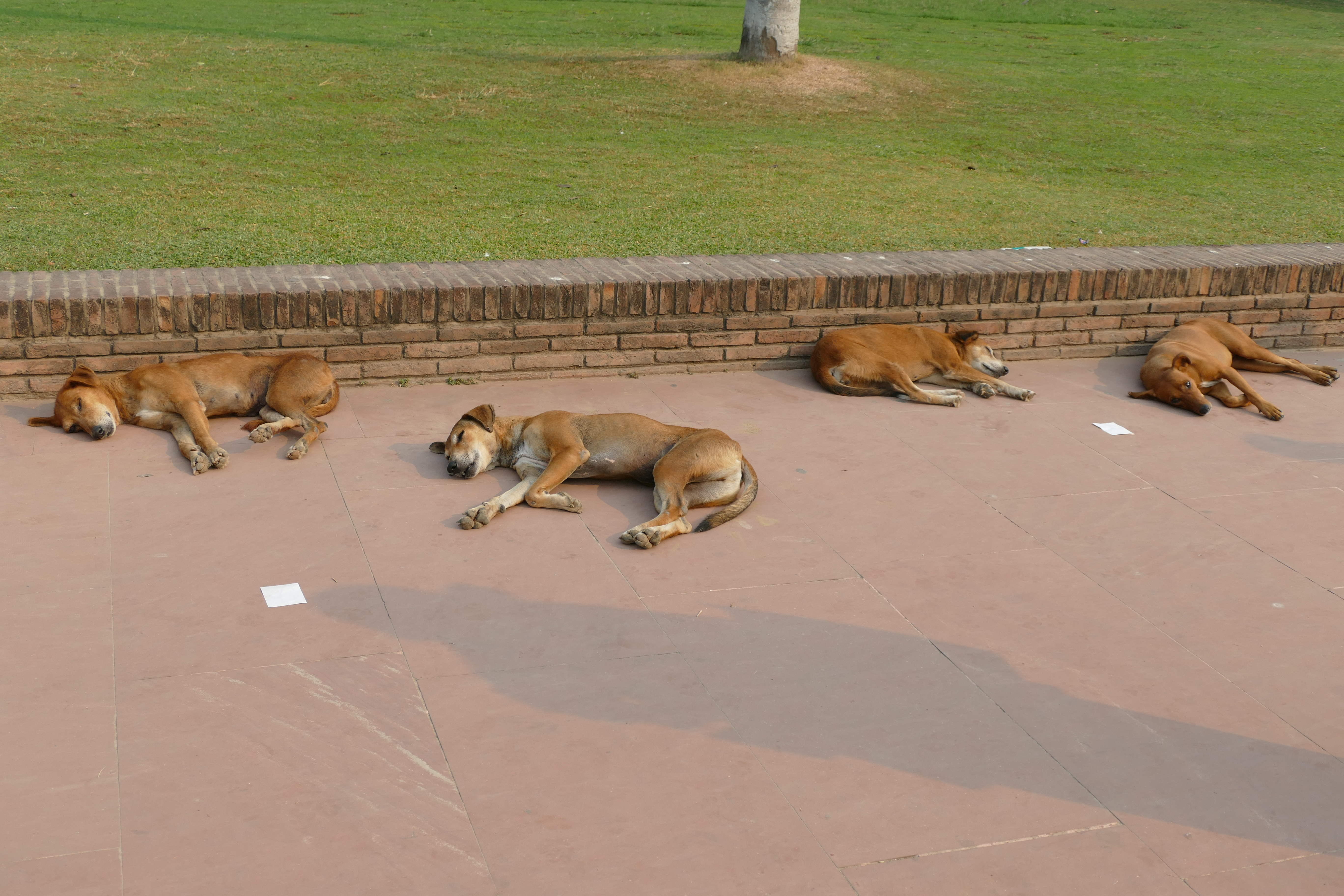
Cães fazendo sesta.

## Benefícios cardiovasculares
O hábito da sesta foi associado a uma redução de 37 por cento na mortalidade coronária, possivelmente devido à redução do estresse cardiovascular mediado pelo sono diurno. 
Estudos epidemiológicos sobre as relações entre saúde cardiovascular e sesta levaram a conclusões conflitantes, possivelmente devido ao controle inadequado de variáveis de confusão, como atividade física. É possível que pessoas que tiram uma sesta tenham hábitos diferentes de atividade física, por exemplo, acordar mais cedo e programar mais atividades durante a manhã. Tais diferenças na atividade física podem levar a diferentes perfis de 24 horas na função cardiovascular. Mesmo que tais efeitos da atividade física possam ser desconsiderados na explicação da relação entre sesta e saúde cardiovascular, ainda não se sabe se o próprio cochilo diurno, uma postura supina ou a expectativa de um cochilo é o fator mais importante.